# Římskokatolická farnost Krč
Římskokatolická farnost Krč je zaniklým územním společenstvím římských katolíků v rámci píseckého vikariátu českobudějovické diecéze.

## O farnosti
Plebánie v Krči existovala již před rokem 1306. V pozdější době zanikla. Od 15. století byla přifařena k Myšenci, po roce 1683 k Protivínu. Farnost v místě byla obnovena až v roce 1905.[zdroj?] Ke dni 31.12.2019 byla farnost zrušena. Jejím právním nástupcem je Římskokatolická farnost Protivín.
| Kostel             | Místo | Bohoslužba | Bohoslužba | Poznámka            |
| ------------------ | ----- | ---------- | ---------- | ------------------- |
| Kostel sv. Václava | Krč   | neděle     | 11.00      | bývalý farní kostel |